# Estação Porte de Hal
Porte de Hal (fr) ou Hallepoort (nl) é uma estação das linhas 2 e 6 do Metro de Bruxelas.